# 済鱗寺
済鱗寺（さいりんじ、旧字表記：濟鱗寺）は兵庫県神戸市兵庫区兵庫町にある浄土宗の仏教寺院。

## 歴史
- 明応2年（1493年）、眞譽林光上人の開基。創建当時の寺号は「西蓮寺」といった[2]。
- 1570年[1]、等譽上人が海中より出現した阿弥陀如来像を本尊として、魚類を供養していたことから寺号を「済鱗寺」と改めた[2]。
- 宝永5年（1708年）、大火類焼したが、信者の協力により五百羅漢像を建立。このことから「羅漢寺」とも呼ばれるようになった[2]。
- 神戸大空襲で、本堂等全ての施設を焼失。[3]
- 阪神・淡路大震災（1995年）で本堂等は全壊。その後、仮の本堂で御本尊を祀っていた[4]が、令和元年（2019年）現在、本堂は再建されている。

## 歴代上人[5]
| 開山     | 眞譽上人 |
| 二代     | 等譽上人 |
| 三代     | 彌譽上人 |
| 四代     | 曉譽上人 |
| 五代     | 莊譽上人 |
| 六代     | 廣譽上人 |
| 七代     | 順譽上人 |
| 八代中興 | 阿譽上人 |
| 九代     | 光譽上人 |
| 十代     | 宣譽上人 |
| 十一代   | 瑞譽上人 |
| 十二代   | 闡譽上人 |
| 十三代   | 精譽上人 |
| 十四代   | 潤譽上人 |
| 十五代   | 頭譽上人 |
| 十六代   | 往譽上人 |
| 十七代   | 願譽上人 |
| 十八代   | 頂譽上人 |
| 十九代   | 月譽上人 |
| 二十代   | 生譽上人 |
| 二十一代 | 仁譽上人 |

## べんきょう弁天（西宮内弁天）[6]
「神戸みなもとの道 清盛七辯天」の第3番に「べんきょう弁天（西宮内弁天）」として選出されている。この弁天像は、インドの弁天像と同様にペンを持っている。
元々の弁天像は木像であり、第二次世界大戦神戸大空襲で焼失したが、平成14年（2002年）に石亀工藝（株）の協力により、石像として再興された。

## 祀られている地蔵尊[6]

### 水かけ地蔵
もと長田区二葉町で祀られていた。縁あってこの地に移された。
皆の願いが叶う様に、この名前がつけられた。

### 迷い子地蔵
もと鵯越墓苑で祀られていた。縁あってこの地に移された。
思い悩み、迷っている人たちの願いを聞いてもらえる様に「迷い子地蔵」と名前がつけられた。

### 震災地蔵
阪神・淡路大震災の犠牲者の追善菩提の為に祀られている。

### 龍華地蔵
もと長田区大橋町の竹越家で手厚く祀られていたが、震災後の都市計画で移転を余儀なくされ、この地に移された。